# Ferrari 643
Ferrari 643, znany także jako Ferrari F1-91B – samochód Formuły 1 zespołu Ferrari, zaprojektowany przez Jeana-Claude’a Migeota i Steve’a Nicholsa. Model ten ścigał się w sezonie 1991, począwszy od Grand Prix Francji.
Samochód nie odniósł większych sukcesów – nie zdołał wywalczyć pole position, najszybszego okrążenia ani wygrać wyścigu. Po sezonie Alain Prost narzekał na prowadzenie bolidu, mówiąc, że „łatwiej jeździ się ciężarówką niż tym samochodem”. Łącznie kierowcy zdobyli nim 39,5 punktu.

## Wyniki
| Legenda oznaczeń w tabelach wyników Wyświetl szablon na nowej stronie | Legenda oznaczeń w tabelach wyników Wyświetl szablon na nowej stronie                                                                     |
| Oznaczenie                                                            | Wyjaśnienie |
| --------------------------------------------------------------------- | --- |
| Złoty                                                                 | Zwycięzca lub mistrzostwo |
| Srebrny                                                               | 2. miejsce lub wicemistrzostwo |
| Brązowy                                                               | 3. miejsce lub II wicemistrzostwo |
| Zielony                                                               | Ukończył, punktował (w klasyfikacji generalnej, gdy zdobył co najmniej jeden punkt na przestrzeni sezonu, poza trzema powyższymi opcjami) |
| Niebieski                                                             | Ukończył, nie punktował (w klasyfikacji generalnej, gdy nie zdobył co najmniej jednego punktu na przestrzeni sezonu)                      |
| Czerwony                                                              | Nie zakwalifikował się (NZ) |
| Czerwony                                                              | Nie prekwalifikował się (NPK) |
| Różowy                                                                | Nie ukończył (NU) |
| Różowy                                                                | Niesklasyfikowany (NS) (w klasyfikacji generalnej, gdy nie został sklasyfikowany w żadnym wyścigu sezonu)                                 |
| Czarny                                                                | Zdyskwalifikowany (DK) |
| Czarny                                                                | Wykluczony (WYK/EX) |
| Biały                                                                 | Nie wystartował (NW) |
| Biały                                                                 | Kontuzjowany (K/INJ) |
| Biały                                                                 | Wyścig odwołany (OD/C) |
| Bez koloru                                                            | Został wycofany (WYC/WD) |
| Bez koloru                                                            | Nie przybył (NP/DNA) |
| Bez koloru                                                            | Nie brał udziału w treningach (NT/DNP) |
| Bez koloru                                                            | Nie został zgłoszony (–) |
| Pogrubienie                                                           | Start z pole position |
| Kursywa                                                               | Najszybsze okrążenie wyścigu |
| †                                                                     | Nie ukończył, ale jego rezultat został zaliczony ze względu na przejechanie więcej niż 90% dystansu wyścigu.                              |
| *                                                                     | Sezon w trakcie |
| 1/2/3                                                                 | Punktowana pozycja w sprincie kwalifikacyjnym                                                                                             |
| Lista systemów punktacji Formuły 1                                    | |

| Sezon | Zespół  | Silnik  | Opony | Kierowcy          | 1   | 2   | 3   | 4   | 5   | 6   | 7   | 8   | 9   | 10  | 11  | 12  | 13  | 14  | 15  | 16  | Pkt. | Msc. |
| ----- | ------- | ------- | ----- | ----------------- | --- | --- | --- | --- | --- | --- | --- | --- | --- | --- | --- | --- | --- | --- | --- | --- | ---- | ---- |
| 1991  | Ferrari | Ferrari | G     |                   | USA | BRA | SMR | MCO | CND | MEX | FRA | GBR | DEU | HUN | BEL | ITA | POR | ESP | JPN | AUS | 55,5 | 3    |
| 1991  | Ferrari | Ferrari | G     | Alain Prost       |     |     |     |     |     |     | 2   | 3   | NU  | NU  | NU  | 3   | NU  | 2   | 4   |     | 55,5 | 3    |
| 1991  | Ferrari | Ferrari | G     | Gianni Morbidelli |     |     |     |     |     |     |     |     |     |     |     |     |     |     |     | 6   | 55,5 | 3    |
| 1991  | Ferrari | Ferrari | G     | Jean Alesi        |     |     |     |     |     |     | 4   | NU  | 3   | 5   | NU  | NU  | 3   | 4   | NU  | NU  | 55,5 | 3    |